# 志村将監
志村 将監（しむら しょうげん）は、日本の武士の名。世襲の様子にて、平安時代から江戸時代にかけて複数の志村将監が確認できる。

## 概要
志村 将監（しむら しょうげん）は、日本の武士の名。

長久三年（1042年)に志村熊野神社を勧請した志村将監、

後北条氏と武田氏が争っていた時代に後北条氏か武田氏家臣と見られる志村将監吉次、

後北条氏について小田原征伐の際、岩槻城(岩付城)に詰めた家老の志村将監、

後北条氏について八王子城落城時に討ち死にした志村将監景光、

江戸時代に八王子神社(八王子権現)の再興に尽力した八王子市元八王子町の志村将監などの名が確認できる。

## 参照
「新編武蔵風土記」　「巻之百四　多摩郡之十六」